# 南花田町
南花田町（みなみはなだちょう）は、大阪府堺市北区の町名。丁番を持たない単独町名である。住居表示は未実施。

## 歴史
北八下村、南花田村、花田郷
- 1612年(慶長17年）水割符帳(田中篤家文書)に南花田村の村名がみえ、狭山池（現 狭山市）大樋筋から取水していた。
- 1889年（明治22年）4月1日 八上郡南花田村、中村、河合村、野遠村が合併して八上郡北八下村に編入。
- 1949年（昭和24年） 大字南花田より蔵之前（現・蔵前町）を分立。
- 1957年 (昭和32年)　堺市に編入される。
- 1959年 (昭和34年)　堺市南花田町となる。

### 地名の由来
- この地区においては、行燈などの燃料である油を採取するために「アブラナ」や「エゴマ」の栽培が中世から近世にかけて行われ、開花期には一面花畑となった。そこから「花田」と呼ばれるようになった[6]。

## 主な出来事
- 1987年（昭和62年）に弥生時代中期の遺物が出土した南花田遺跡にて発掘調査が行われ、旧石器時代に建てられたとみられる住居跡が見つかる。

## 町会
南花田町の町会は大阪府道192号我堂金岡線を境目に南花田町会と南花田町東町会で分かれている。

### 南花田町会
南花田町会は大阪府道192号我堂金岡線より西側。

#### 地域行事

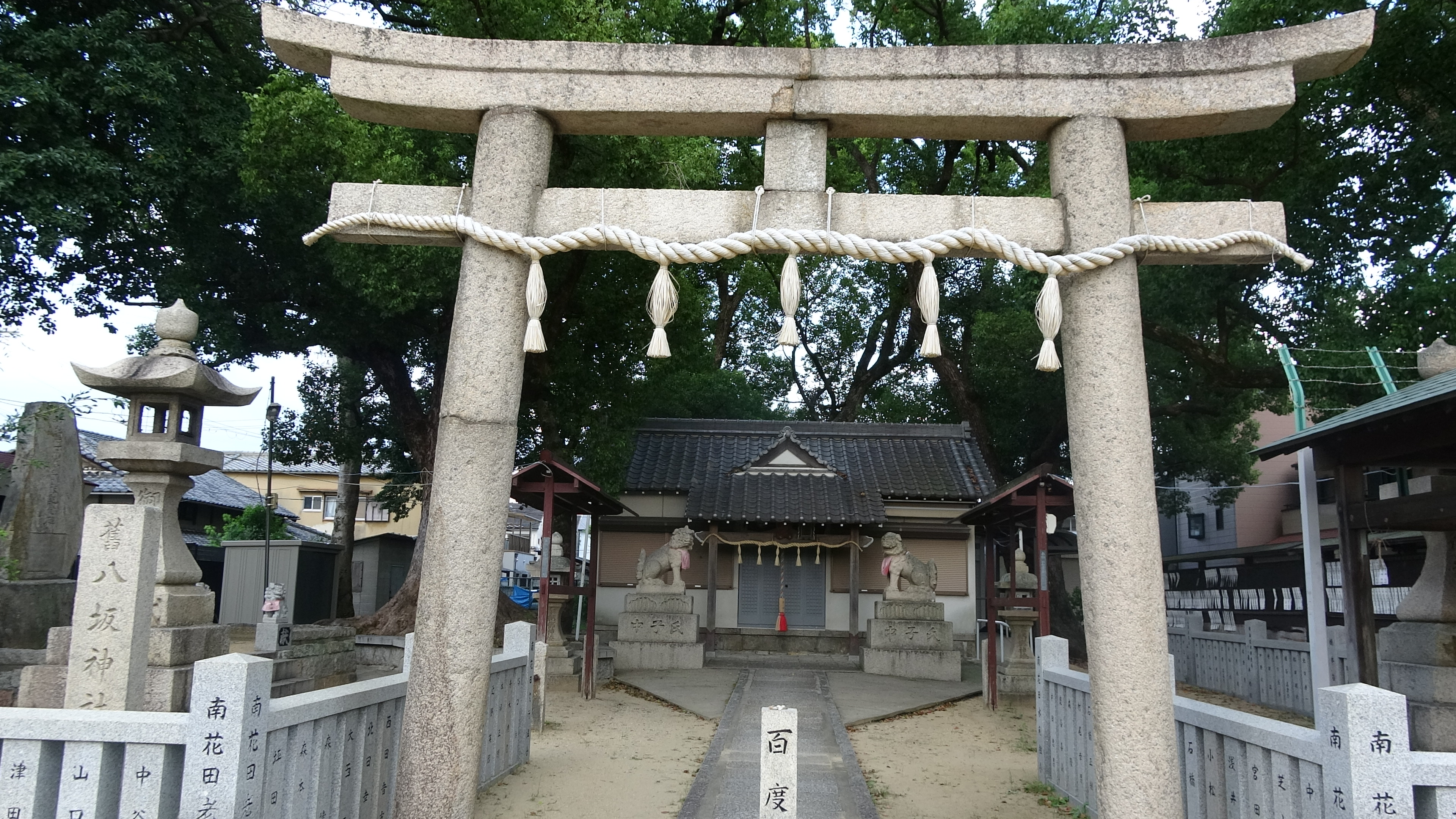
祭りが行われる八坂神社（南花田町）

- 夏祭り(盆踊りや模擬店など)
- 秋祭り(地車曳行や模擬店など)

### 南花田町東町会
南花田町東町会は大阪府道192号我堂金岡線より東側。
- 昭和36年（1961）11月3日に南花田町会から独立。

#### 地域行事
- 夏祭り(模擬店など)
- 秋祭り(ふとん太鼓 現在は休止中。)

## 世帯数と人口
2024年（令和6年）1月末現在（堺市発表）の世帯数と人口は以下の通りである。
| 町丁     | 世帯数    | 人口    |
| -------- | --------- | ------- |
| 南花田町 | 2,305世帯 | 4,851人 |

### 人口の変遷
国勢調査による人口の推移。
| 1995年（平成7年）  | 4,116人 | [ 7 ]  |  |
| 2000年（平成12年） | 4,608人 | [ 8 ]  |  |
| 2005年（平成17年） | 4,857人 | [ 9 ]  |  |
| 2010年（平成22年） | 4,760人 | [ 10 ] |  |
| 2015年（平成27年） | 4,818人 | [ 11 ] |  |
| 2020年（令和2年）  | 4,783人 | [ 12 ] |  |

### 世帯数の変遷
国勢調査による世帯数の推移。
| 1995年（平成7年）  | 1,364世帯 | [ 7 ]  |  |
| 2000年（平成12年） | 1,661世帯 | [ 8 ]  |  |
| 2005年（平成17年） | 1,786世帯 | [ 9 ]  |  |
| 2010年（平成22年） | 1,842世帯 | [ 10 ] |  |
| 2015年（平成27年） | 1,895世帯 | [ 11 ] |  |
| 2020年（令和2年）  | 1,977世帯 | [ 12 ] |  |

## 学区
市立小・中学校に通う場合、学区は以下の通りとなる。
| 番・番地等                | 小学校               | 中学校             |
| ------------------------- | -------------------- | ------------------ |
| 233-3･20〜23 235〜275番地 | 堺市立五箇荘東小学校 | 堺市立五箇荘中学校 |
| その他                    | 堺市立北八下小学校   | 堺市立八下中学校   |

## 事業所
2021年（令和3年）現在の経済センサス調査による事業所数と従業員数は以下の通りである。
| 町丁     | 事業所数  | 従業員数 |
| -------- | --------- | -------- |
| 南花田町 | 226事業所 | 2,053人  |

## 交通

### 鉄道
- 北花田駅
- 新金岡駅
- 布忍駅
- 高見ノ里駅
- 河内松原駅

### バス
- 南花田町
- 南花田町東
- 南花田町東町会館前

## 郵便
- 郵便番号 : 591-8011[3]（集配局：堺金岡郵便局[16]）。

## 著名な出身者
- 山田花子 - お笑いタレント